# Chakaski Obwód Autonomiczny
Chakaski Obwód Autonomiczny, Chakaski OA (ros. Хакасская автономная область; chak. Хакас автоном облазы) – obwód autonomiczny w Związku Radzieckim, istniejący w latach 1930–1990, wchodzący w skład Rosyjskiej FSRR.
Chakaski OA został utworzony 10 października 1930 r. z przekształcenia tzw. ujezdu chakaskiego. Tworzenie autonomicznych jednostek terytorialnych dla mniejszości narodowych było częścią polityki tzw. korienizacji, tj. przyznawania autonomii mniejszościom narodowym zamieszkującym obszary dawnego imperium, poprzednio dyskryminowanym i rusyfikowanym przez carat.
Obwód istniał do sierpnia 1990 r., kiedy to poprzez podniesienie rangi i poszerzenie zakresu chakaskiej autonomii zlikwidowano obwód i powołano w jego miejsce Chakaską ASRR. Republika ta z kolei po kilkunastomiesięcznym istnieniu została zlikwidowana, zamiast niej utworzono autonomiczną Republikę Chakasji w składzie Federacji Rosyjskiej.
 Informacje nt. położenia, gospodarki, historii, ludności itd. Chakaskiego Obwodu Autonomicznego znajdują się w: artykule poświęconym Republice Chakasji, jak obecnie nazywa się podmiot Federacji Rosyjskiej, będący prawną kontynuacją Obwodu.